# Pater Noster (farol)
O farol Pater Noster está localizado na pequena e longíqua ilha de Hamneskär do arquipélago de Pater Noster (Pater Nosterskären), situado no estreito de Escagerraque, ao largo da pequena cidade de Marstrand, na província sueca da Bohuslän.

A sua torre tem 32 m de altura, tendo sido construída em 1868 e desativada em 1977.

Segundo uma tradição, o seu nome deriva do facto dos marinheiros rezarem frequentemente o Pai Nosso (Pater Noster) ao avistarem esses rochedos perigosos nessas águas difíceis.

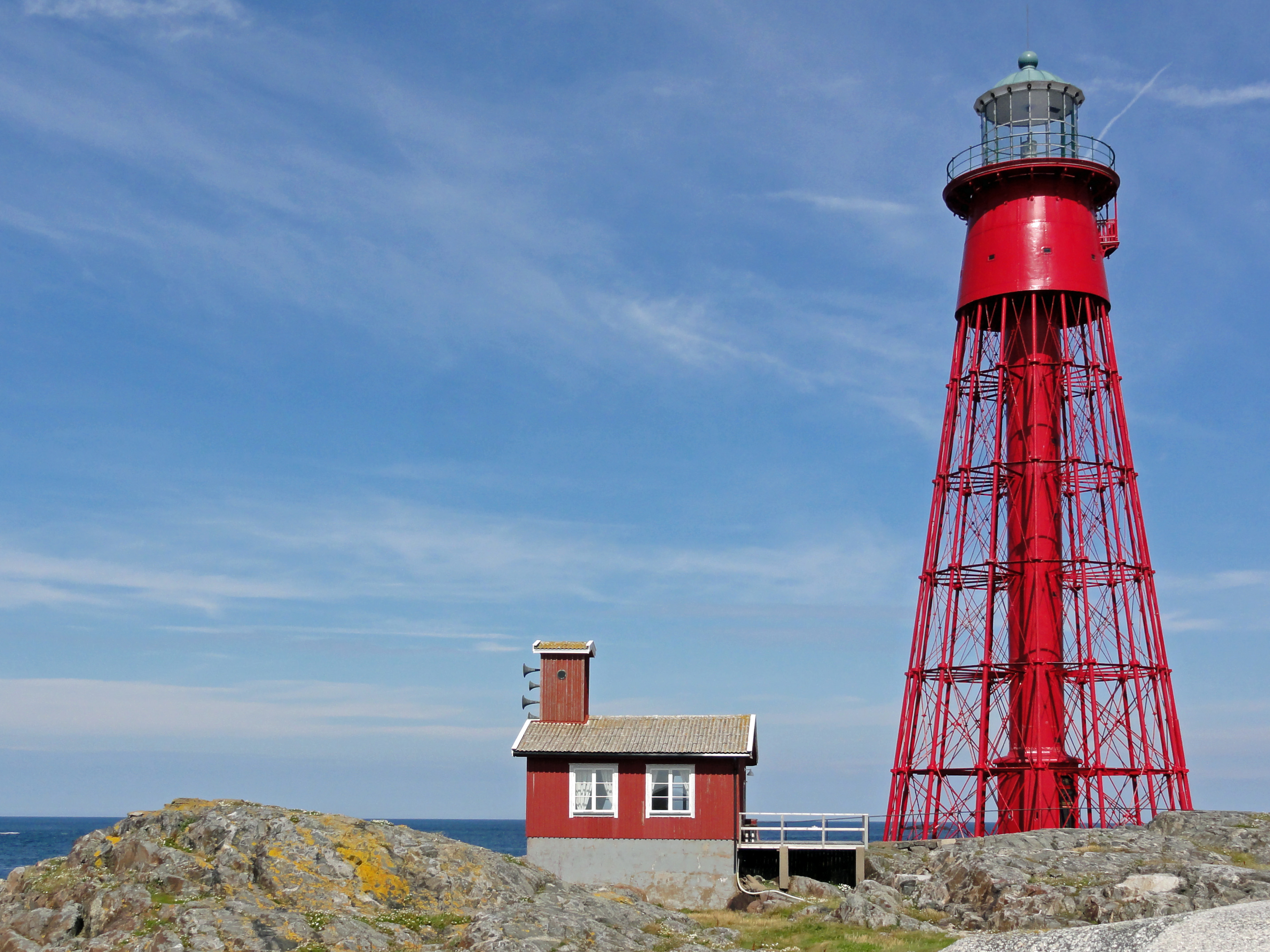
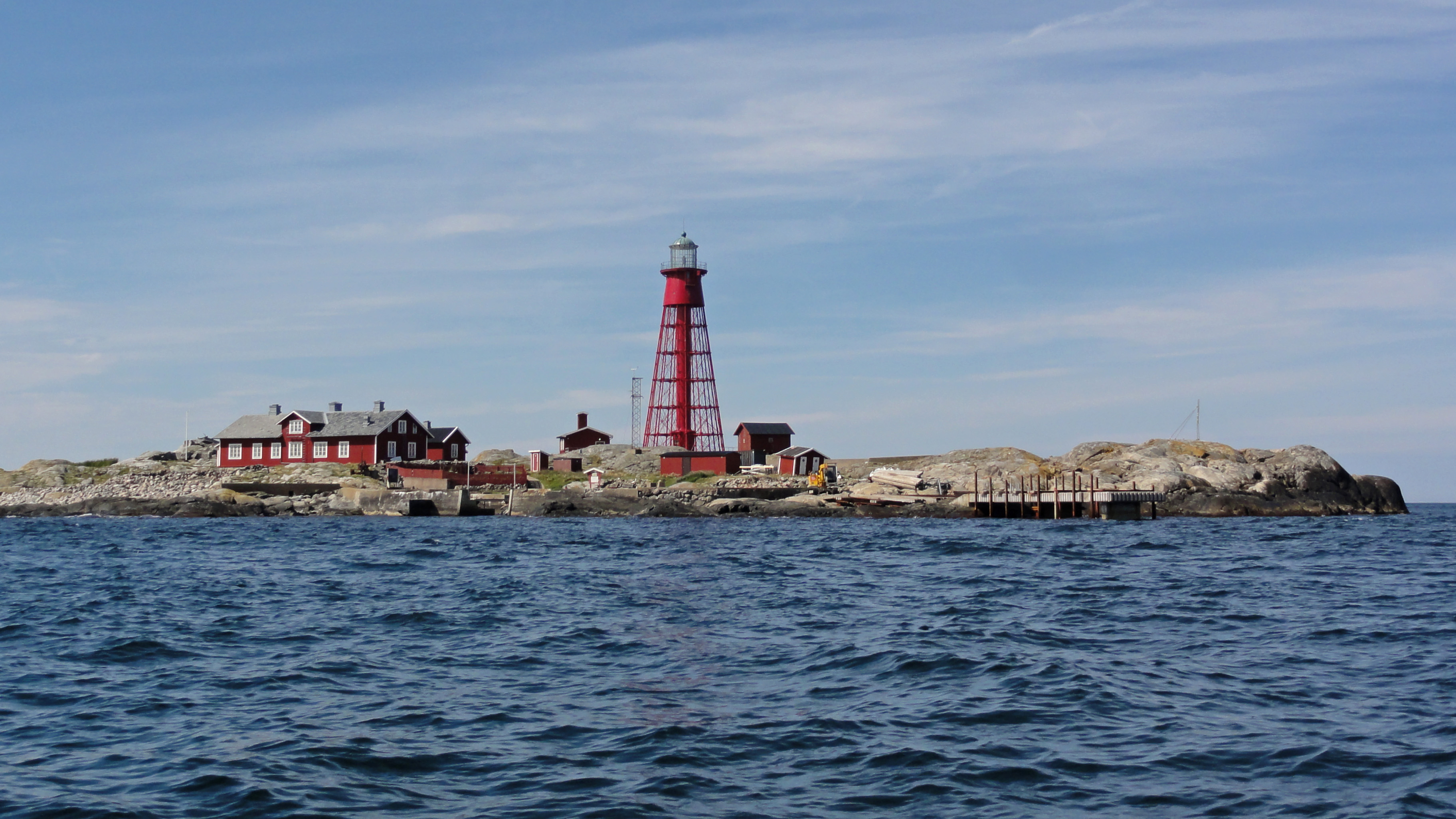